# Джулинка (станція)
Джули́нка — проміжна залізнична станція 4-го класу Шевченківської дирекції Одеської залізниці на лінії Зятківці — Гайворон між станціями Генріхівка (10 км) та Гайворон (17 км). Розташована в селі Джулинка Гайсинського району Вінницької області. 
Найближчі від станції села: Теофілівка (5 км), Тирлівка (9 км), Берізки-Бершадські (5 км). 
Станція обслуговує Джулинське хлібоприймальне підприємство. 

## Історія
Станція відкрита у 1900 році, одночасно з відкриттям руху на вузькоколійній залізничній лінії Зятківці — Гайворон. До 1970-х років лінія була вузькоколійною, у 1970-х роках перешита на широку колію.
Назва Джулинка, про це писав землякам педагог-історик, поет М. Г. Тхорук з Криму, з'явилася тоді, коли споруджували вузькоколійну залізницю Вінниця — Гайворон (1882—1896). Саме після відкриття станції на фасаді будівлі встановили назву Джулинка, з російським «и».

## Пасажирське сполучення
Пасажирський рух з 2013 по 2015 роки був припинений.
Завдяки ремонтам колії, що тривали впродовж 2017 року, приміський поїзд Гайворон — Вінниця вдалось суттєво прискорити.
З 5 жовтня 2021 року курсує група вагонів безпересадкового сполучення Київ — Гайворон в складі поїзда Вінниця — Гайворон.